# Пушич, Теодора
Теодора Пушич (серб. Теодора Пушић, р. 3 декабря 1993, Белград, Сербия, СРЮ) — сербская волейболистка, либеро. Двукратная чемпионка мира (2018, 2022), двукратная чемпионка Европы.

## Биография
В 2009 года Теодора Пушич вошла в состав сильнейшей команды Сербии — белградской «Црвены Звезды», с которой четырежды подряд становилась чемпионкой страны. В 2015—2017 играла за белградскую «Визуру», выиграв с ней ещё два «золота» национального первенства. Сезон 2017—2018 провела в Германии, выступая за штутгартский «Альянс-МТВ». В 2018 заключила контракт с румынским «Агроландом» из Тимишоары, но после его расформирования в декабре того же года спустя месяц перешла в другую румынскую команду — «Тырговиште».
В 2010 году Теодора Пушич стала серебряным призёром молодёжного чемпионата Европы в составе молодёжной сборной Сербии.
В 2017 году Пушич дебютировала в национальной сборной Сербии в Мировом Гран-при, став обладателем бронзовой награды. В том же году стала чемпионкой Европы, а в 2018 — чемпионкой мира. Чемпионат мира 2022 принёс волейболистке второе «золото» мировых первенств и приз лучшей либеро турнира.

### Клубная карьера
- 2009—2015 —  «Црвена Звезда» (Белград);
- 2015—2017 —  «Визура» (Белград);
- 2017—2018 —  «Альянс» (Штутгарт);
- 2018 —  «Агроланд» (Тимишоара);
- 2019—2021 —  «Тырговиште»;
- 2021—2022 —  «Дрезднер»(Дрезден);
- 2022—2023 —  «Рапид» (Бухарест);
- 2023—2024 —  «Веро Воллей Милано» (Монца);
- с 2024 —  «Партизан» (Белград).

## Достижения

### Со сборными Сербии
- двукратная чемпионка мира — 2018, 2022.
- бронзовый призёр Гран-при 2017.
- бронзовый призёр Лиги наций 2022.
- двукратная чемпионка Европы — 2017, 2019;
  - серебряный призёр чемпионата Европы 2023.
- серебряный призёр молодёжного чемпионата Европы 2010.

### С клубами
- 6-кратная чемпионка Сербии — 2010—2013, 2016, 2017;
  - серебряный (2014) и бронзовый (2015) призёр чемпионатов Сербии.
- 6-кратный победитель розыгрышей Кубка Сербии — 2010—2014, 2016.
- серебряный (2018) и бронзовый (2022) призёр чемпионатов Германии.
- серебряный призёр розыгрыша Кубка Германии 2022.
- чемпионка Румынии 2021.
  - двукратный бронзовый призёр чемпионатов Румынии — 2019, 2020.
- бронзовый призёр чемпионата Италии 2024.
- победитель розыгрыша Кубка Италии 2024.

- серебряный призёр Лиги чемпионов ЕКВ 2024.
- серебряный призёр розыгрыша Кубка Европейской конфедерации волейбола (ЕКВ) 2010.

### Индивидуальные
- 2022: лучшая либеро чемпионата мира.